# Nice for What
Nice for What是加拿大说唱歌手德雷克第五张录音室专辑《蝎》（2018年）中的歌曲。它在2018年4月6日作为这张专辑的第二首单曲由Young Money Entertainment和Cash Money Records发行，音乐录影带也一同发行。这首歌曲由穆尔达·比茨制作，Blaqnmild联合制作，Big Freedia和5th Ward Weebie以客串身份为这首歌献声。这首歌在公告牌百强单曲榜空降冠军，取代了德雷克自己的《God's Plan》，成为他在该榜的第五首冠军单曲。它也在英国单曲排行榜和澳大利亚唱片业协会榜夺冠。